# Westwood (Californië)
Westwood is een plaats (census-designated place) in de Amerikaanse staat Californië, en valt bestuurlijk gezien onder Lassen County.

## Demografie
Bij de volkstelling in 2000 werd het aantal inwoners vastgesteld op 1998.

## Geografie
Volgens het United States Census Bureau beslaat de plaats een oppervlakte van
14,4 km², waarvan 14,3 km² land en 0,1 km² water.

## Plaatsen in de nabije omgeving
De onderstaande figuur toont nabijgelegen plaatsen in een straal van 24 km rond Westwood.